# Объезжий стан
 Объезжий стан — административная единица  в составе Замосковной половины Московского уезда Московской губернии, включал в себя вотчинные, порожние и монастырские земли. В некоторых источниках указывается как Отъезжий стан. Существовал до земельной реформы (1764 г.) (секуляризации монастырских земель) и губернской реформы (1775 г.) Екатерины II. Располагался в северо — западной части Замосковской половины уезда. Границы располагались по рекам Пружёнка и Воря (левый берег) в пределах Богородского уезда.

## Состав
Вотчинные земли 
Порожние земли (пустоши): Корякино, Сухово, Гамское, Пищалино, Боброво, Иевлево, Дорогино, Вельяминово, Макарово, Петрушино, Манково, Васоково, Бурцово, Красниково, Котелниково, бывшее село Воронино, Олешина, Булатова, Грибанова, Савинская, Терехова-Спиридонова, Нечаевская, Кополова, Язновища, Погорлища, Горшкова, Григорьевская, Онаньино, Гавриловская, Муравинская, Костинская, Бакшиево, Горки, бывшая деревня Ряпково, Онуфреево, Рогова, Ряпкино, Соколова, Степанова, Мокъево, Пристънова, Горицы, Давыдовская, Якотуха, Ширяевская, бывшее сельцо Семеновское, Золотилова (часть), Юркина, Корногино.
Монастырские земли Чудова монастыря:
- село Душеное Душоново Огудневского сельского поселения
- дер. Протасова д. Протасово
- дер. Кукорки (Буклово)
- дер. Обутнево Огуднево
- дер. Добрынина
- дер. Бункова
- пустоши: Золотилова (часть) — Воротково, Воротилово, Коведяево, Теренино.